# Acylophorus
Acylophorus – rodzaj chrząszczy z rodziny kusakowatych i podrodziny kusaków.
Rodzaj ten został wprowadzony w 1837 roku przez Alexandra von Nordmanna.
Chrząszcze o wydłużonym ciele, pokrojem przypominające margi. Głowę mają pozbawioną policzków, zaopatrzoną w podłużną i ostrą listewkę biegnącą pod skronią i dolnym brzegiem oka. Czułki ich są załamane kolankowato, o pierwszym członie dłuższym niż trzy następne razem wzięte. Aparat gębowy cechują warga górna o przedniej krawędzi pośrodku płytko wyciętej, ostatni człon głaszczków szczękowych znacznie dłuższy od poprzedniego i od środka zwężony ku szczytowi, wewnętrzna krawędź lewej żuwaczki z dwoma zębami, a prawej z jednym zębem. Tułów ma punktowaną powierzchnię tarczki oraz krótkie przedpiersie trójkątnego kształtu. Tylna para odnóży ma pierwszy człon stopy tak długi jak trzy następne razem wzięte.
Przedstawiciele rodzaju występują we wszystkich krainach zoogeograficznych. Zasiedlają głównie pobrzeża wód. W Polsce stwierdzono dwa gatunki (zobacz też: kusakowate Polski)
Należy tu około 130 opisanych gatunków:

- Acylophorus acuminatus Sharp, 1876
- Acylophorus aenescens Blackwelder, 1943
- Acylophorus agilis Smetana, 1971
- Acylophorus allardi Levasseur, 1968
- Acylophorus alternans Smetana, 1971
- Acylophorus anguliceps Bierig, 1938
- Acylophorus angusticeps Sharp, 1876
- Acylophorus antennalis Cameron, 1932
- Acylophorus asperatus Fauvel, 1878
- Acylophorus asperipennis Smetana, 1967
- Acylophorus bafutensis Levasseur, 1968
- Acylophorus balchhi Smetana, 1988
- Acylophorus beesoni Cameron, 1926
- Acylophorus bipunctatus Cameron, 1920
- Acylophorus borneensis Cameron, 1933
- Acylophorus breviceps Cameron, 1939
- Acylophorus bruchi Bernhauer, 1912
- Acylophorus bumbunae Bordoni, 1994
- Acylophorus capensis Cameron, 1945
- Acylophorus caseyi Leng, 1920
- Acylophorus cephalotes Bierig, 1938
- Acylophorus charaa Smetana, 1988
- Acylophorus chillo Smetana, 1988
- Acylophorus chontalenus Sharp, 1884
- Acylophorus collarti Cameron, 1935
- Acylophorus congener Bierig, 1938
- Acylophorus congoensis Cameron, 1932
- Acylophorus daai Smetana, 1988
- Acylophorus dampfi Bierig, 1938
- Acylophorus dankalensis Bordoni, 1994
- Acylophorus darlingtoni Blackwelder, 1943
- Acylophorus delphinus Fauvel, 1905
- Acylophorus densipennis Bernhauer, 1929
- Acylophorus densus LeConte, 1878
- Acylophorus didymus Sharp, 1884
- Acylophorus dissimilis Smetana, 1971
- Acylophorus fallax Smetana, 1971
- Acylophorus femoralis Nordmann, 1837
- Acylophorus filius Smetana, 1971
- Acylophorus flavicollis Sachse, 1852
- Acylophorus flavicornis Cameron, 1918
- Acylophorus flavipes Motschulsky, 1858
- Acylophorus fordi Last, 1987
- Acylophorus franckei Wendeler, 1956
- Acylophorus furcatus Motschulsky, 1858
- Acylophorus gilensis LeConte, 1863
- Acylophorus glaberrimus (Herbst, 1784)
- Acylophorus grandis Bernhauer, 1929
- Acylophorus hatuey Bierig, 1938
- Acylophorus hayashii Smetana, 1995
- Acylophorus hwang Smetana, 1995
- Acylophorus honshuensis R. Dvorˇák, 1957
- Acylophorus hubrichi Bernhauer, 1927
- †Acylophorus immotus Scudder, 1900
- Acylophorus indignus Blackburn, 1888
- Acylophorus insulanus Bierig, 1938
- Acylophorus iridescens Sharp, 1876
- Acylophorus iridiventris Bernhauer, 1927
- Acylophorus jalapanus Schubert, 1909
- Acylophorus javanus Cameron, 1937
- Acylophorus khairo Smetana, 1988
- Acylophorus kraatzi Bernhauer, 1908
- Acylophorus kumbuiensis Bordoni, 1994
- Acylophorus leechi Smetana, 1971
- Acylophorus lecontei Duvivier, 1883
- Acylophorus leonensis Bordoni, 1994
- Acylophorus lindbergi Scheerpeltz, 1958
- Acylophorus lomaensis Levasseur, 1971
- Acylophorus longicornis Erichson, 1840
- Acylophorus longistylus Casey, 1915
- Acylophorus lualabaensis Levasseur, 1968
- Acylophorus maculicornis Cameron, 1918
- Acylophorus malaisei Scheerpeltz, 1965
- Acylophorus mareei Bernhauer, 1943
- Acylophorus marginalis Cameron, 1948
- Acylophorus metallicus Blackwelder, 1943
- Acylophorus methneri Bernhauer, 1917
- Acylophorus mexicanus Sharp, 1884
- Acylophorus microcephalus Cameron, 1932
- Acylophorus microcerus Fauvel, 1895
- Acylophorus minutus Jarrige, 1965
- Acylophorus muscorum Jarrige, 1965
- Acylophorus nepa Bierig, 1938
- Acylophorus obscurus Cameron, 1942
- Acylophorus oculifer Bierig, 1938
- Acylophorus orientalis Fauvel, 1907
- Acylophorus pacificus Bierig, 1938
- Acylophorus palpalis Sharp, 1884
- Acylophorus parviceps Sharp, 1884
- Acylophorus persimilis Cameron, 1950
- Acylophorus picipennis Bernhauer, 1929
- Acylophorus picipes Erichson, 1840
- Acylophorus planatus Sharp, 1884
- Acylophorus plaumanni  Wendeler, 1956
- Acylophorus pratensis LeConte, 1863
- Acylophorus princeps Smetana, 1971
- Acylophorus pronus Erichson, 1840
- Acylophorus proximus Sharp, 1884
- Acylophorus puncticeps Fauvel, 1895
- Acylophorus punctiventris Sharp, 1876
- Acylophorus punctulatus Bierig, 1938
- Acylophorus pusillus Smetana, 1973
- Acylophorus raato Smetana, 1988
- Acylophorus richteri Bernhauer, 1912
- Acylophorus rossii Bordoni, 1994
- Acylophorus rotundicollis Cameron, 1918
- Acylophorus ruficeps Cameron, 1941
- Acylophorus ruficollis Motschulsky, 1858
- Acylophorus rufipennis Cameron, 1959
- Acylophorus sandersoni Smetana, 1971
- Acylophorus schmidti Bierig, 1938
- Acylophorus scutellaris Bernhauer, 1916
- Acylophorus similis Wendeler, 1956
- Acylophorus simplex Sharp, 1884
- Acylophorus siyo Smetana, 1988
- Acylophorus sogai Jarrige, 1965
- Acylophorus tenuiceps Bernhauer, 1932
- Acylophorus tenuipes Lea, 1929
- Acylophorus tibialis Cameron, 1932
- Acylophorus trigonocephalus Cameron, 1949
- Acylophorus trinitatis Blackwelder, 1943
- Acylophorus tristis Jarrige, 1965
- Acylophorus usambarae Bernhauer, 1917
- Acylophorus versicolor Sharp, 1887
- Acylophorus wagenschieberi Kiesenwetter, 1850
- Acylophorus williamsi Bierig, 1938
- Acylophorus zdenae Smetana, 1978
- Acylophorus ziloensis Levasseur, 1968